# Liolaemus escarchadosi
Liolaemus escarchadosi är en ödleart som beskrevs av  Scolaro 1997. Liolaemus escarchadosi ingår i släktet Liolaemus och familjen Tropiduridae. Inga underarter finns listade i Catalogue of Life.